# Liste der Bodendenkmäler in Sulzbach am Main
Auf dieser Seite sind die Bodendenkmäler in dem unterfränkischen Markt Sulzbach am Main zusammengestellt. Diese Tabelle ist eine Teilliste der Liste der Bodendenkmäler in Bayern. Grundlage ist die Bayerische Denkmalliste, die auf Basis des Bayerischen Denkmalschutzgesetzes vom 1. Oktober 1973 erstmals erstellt wurde und seither durch das Bayerische Landesamt für Denkmalpflege geführt wird. Die folgenden Angaben ersetzen nicht die rechtsverbindliche Auskunft der Denkmalschutzbehörde.

## Bodendenkmäler in Sulzbach am Main

### Bodendenkmäler in der Gemarkung Dornau
| Lage              | Objekt | Akten-Nr.     | Bild |
| ----------------- | --- | ------------- | ---- |
| Dornau (Standort) | Vorgeschichtliche Grabhügel. | D-6-6021-0046 |      |
| Dornau (Standort) | Siedlung der Hallstattzeit. | D-6-6121-0062 |      |
| Dornau (Standort) | Archäologische Befunde im Bereich des frühneuzeitlichen Vorgängerbaues der modernen Katholischen Filialkirche St. Wendelin von Dornau. | D-6-6121-0119 |      |

### Bodendenkmäler in der Gemarkung Soden
| Lage                             | Objekt | Akten-Nr.     | Bild           |
| -------------------------------- | --- | ------------- | -------------- |
| Soden Sulzbach a.Main (Standort) | Ringwall Altenburg bzw. Sodenburg vorgeschichtlicher Zeitstellung und des frühen Mittelalters mit Befunden und Funden des Jungneolithikums, der Hallstattzeit und der Latènezeit sowie vorgelagerter Abschnittswall frühmittelalterlicher Zeitstellung. | D-6-6021-0038 | weitere Bilder |
| Soden (Standort)                 | Archäologische Befunde im Bereich der mittelalterlichen und frühneuzeitlichen ehemalige Kirche in Soden. | D-6-6021-0093 |                |

### Bodendenkmäler in der Gemarkung Sulzbach a.Main
| Lage                       | Objekt | Akten-Nr.     | Bild |
| -------------------------- | --- | ------------- | ---- |
| Sulzbach a.Main (Standort) | Brandgräberfeld der Urnenfelderzeit, zum Teil überbaut. | D-6-6020-0126 |      |
| Sulzbach a.Main (Standort) | Archäologische Befunde des Mittelalters und der frühen Neuzeit im Ortsbereich von Sulzbach a.Main.                                                                                        | D-6-6020-0222 |      |
| Sulzbach a.Main (Standort) | Archäologische Befunde im Bereich der spätmittelalterlichen Ortsbefestigung in Sulzbach a.Main.                                                                                           | D-6-6020-0223 |      |
| Sulzbach a.Main (Standort) | Archäologische Befunde im Bereich der mittelalterlichen und frühneuzeitlichen alten Katholischen Pfarrkirche St. Anna von Sulzbach a.Main mit mittelalterlicher Kapelle als Vorgängerbau. | D-6-6020-0224 |      |
| Sulzbach a.Main (Standort) | Vorgeschichtliche Grabhügel, daraus Funde der mittleren Bronzezeit. | D-6-6021-0041 |      |
| Sulzbach a.Main (Standort) | Bestattungsplatz mit Grabhügeln vorgeschichtlicher Zeitstellung. | D-6-6021-0042 |      |
| Sulzbach a.Main (Standort) | Bestattungsplatz mit Grabhügeln vorgeschichtlicher Zeitstellung. | D-6-6021-0043 |      |
| Sulzbach a.Main (Standort) | Bestattungsplatz mit Grabhügeln vorgeschichtlicher Zeitstellung. | D-6-6021-0044 |      |
| Sulzbach a.Main (Standort) | Bestattungsplatz mit Grabhügeln vorgeschichtlicher Zeitstellung. | D-6-6021-0045 |      |